# Коровы Гериона

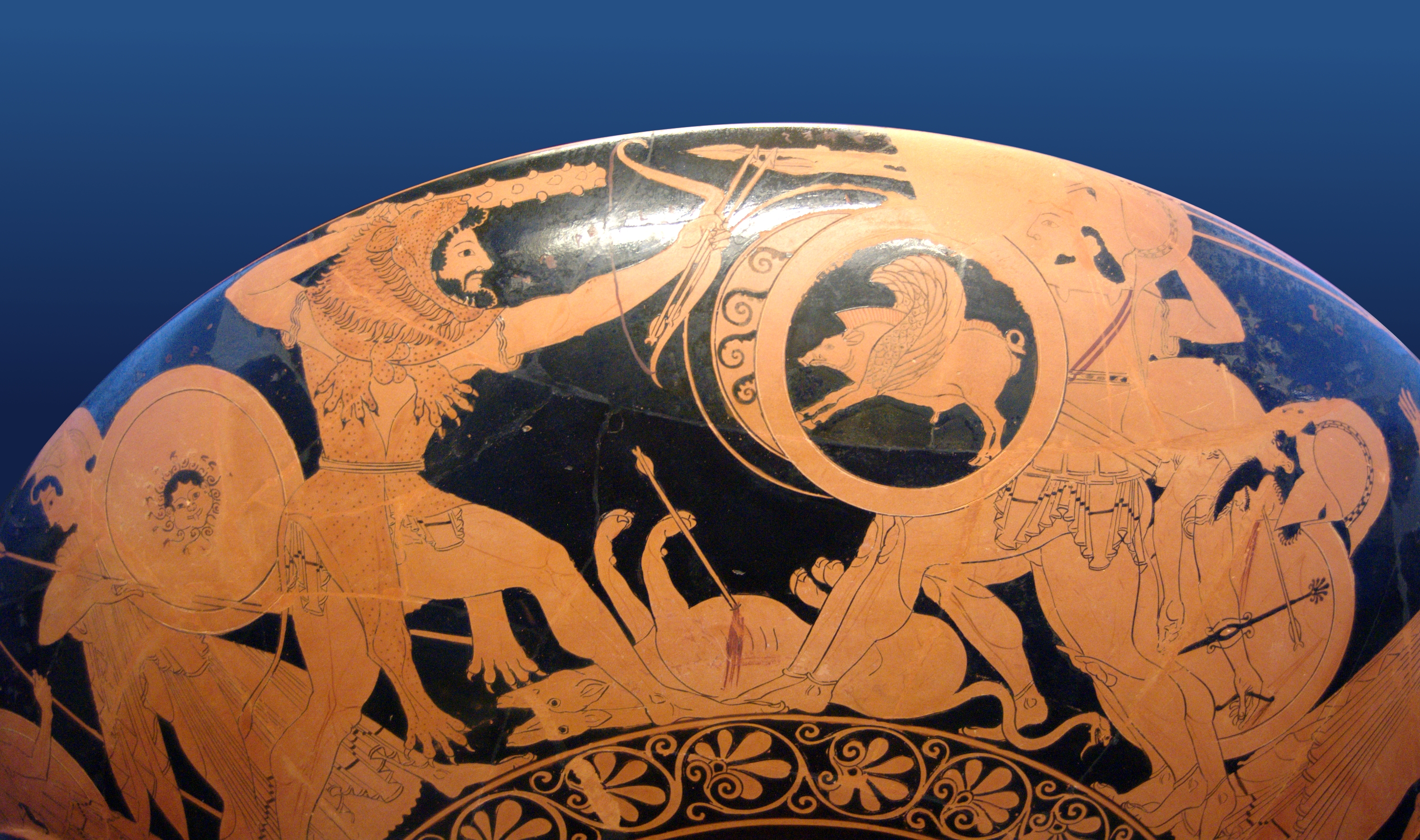

Коровы Гериона — в древнегреческой мифологии коровы великана Гериона, имевшего три туловища, три головы и по шесть рук и ног. Герион приходился сыном Хрисаору и океаниде Каллирое. Пас свои стада Герион на острове за западным океаном.

## Десятый подвиг Геракла
Микенский царь велел Гераклу (Геркулесу) доставить в Микены дивных коров Гериона. Это было очень трудное задание.
Первой трудностью для Геракла была задача переправы на другой берег океана, когда он после долгих странствий добрался до самых западных земель. Здесь на помощь сыну Зевса пришёл Гелиос, которому понравилась смелость и пылкость героя: бог солнца дал Гераклу золотую ладью.
Далее Гераклу предстояло сразиться с псом и пастухом Гериона, прежде чем он смог погнать стадо к лодке. Когда же герой со стадом достиг берега, их догнал сам Герион — грозный противник, с которым Гераклу также пришлось сразиться.
Но даже после того как коровы были вывезены с далёкого острова, предстояла трудная задача: пригнать стадо в Микены, ведь путь был очень неблизким. Одна корова всё-таки смогла сбежать от Геракла. Ему пришлось долго искать её. В итоге оказалось, что она попала в стадо к царю Эриксу, и герою пришлось сразиться с царём в поединке, чтобы заполучить корову назад. Но дальше Гера, главная противница Геракла, наслала бешенство на всё стадо, и коровы разбежались в разные стороны: невероятных усилий стоило Гераклу собрать стадо и доставить их в Микены, где Эврисфей принёс животных в жертву Гере.